# Rotbrust-Brillantkolibri
Der Rotbrust-Brillantkolibri (Heliodoxa aurescens), auch Juwelenkrönchen oder Rotbandkolibri genannt, ist eine Vogelart aus der Familie der Kolibris (Trochilidae), die in den Ländern Venezuela, Kolumbien, Ecuador, Peru, Bolivien und Brasilien verbreitet ist. Der Bestand wird von der IUCN als „nicht gefährdet“ (least concern) eingeschätzt. Die Art gilt als monotypisch.

## Merkmale
Der Rotbrust-Brillantkolibri erreicht eine Körperlänge von etwa 11 bis 12 cm bei einem Gewicht von 6,0 bis 6,8 g. Der Schnabel ist gerade und dunkelfarben. Die Stirn des Männchens glitzert violettblau, die Oberseite schimmert grasgrün. Die Unterseite mit Kinn, die Zügel und der obere Bereich der Kehle sind samtschwarz. Die Halsseiten und der untere Bereich der Kehle glitzern goldengrün und werden von einem orange-rotbraunen Brustband begrenzt. Der Rest der Unterseite glänzt grün. Die zentralen Steuerfedern des gegabelten Schwanzes sind bronzegrün, der Rest kastanienfarben gesäumt mit bronzegrünen Spitzen. Das Weibchen ist sehr ähnlich, hat an der Stirn weniger violett und glitzert dort weniger. Gelegentlich hat es gar kein Violett auf der Stirn. Die Kinn- und Zügelfedern haben gelbbraune Spitzen. Im Allgemeinen wirkt das Gefieder matter. An der Kehle findet sich gräuliches bis weißliches Pailletten-artiges Gefieder. Außerdem ziert ein weißlicher gelbbrauner bis zimtfarbener Strich seine Wange.

## Verhalten und Ernährung
Der Rotbrust-Brillantkolibri bezieht seinen Nektar von blühendem Gestrüpp. Außerdem jagt er Insekten im  Flug, indem er diese verfolgt. In Brasilien hat man ihn an Bromelien der Art Bromelia balansae und Pflanzen der Gattung Costus bei der Nektaraufnahme beobachtet.

## Lautäußerungen
Der Gesang des Rotbrust-Brillantkolibris besteht aus einer Serie hell klingender Töne in einer Lautstärke von ca. 9 kHz. Die Laute klingen Insekten gleich und hören sich wie siii in einer Frequenz von ca. 0,8 bis einem Ton pro Sekunde an. Der Gesang beinhaltet flüssige kwit- und kratzige tschit-Töne.

## Fortpflanzung
Die Brutsaison des Rotbrust-Brillantkolibris ist von Juni bis September. Das Gelege besteht aus zwei Eiern und wird ausschließlich durch das Weibchen bebrütet. In Bolivien waren die Gonaden im Februar gut ausgebildet, so dass es sehr wahrscheinlich ist, dass er dort zwischen Agrigento und Villa Tunari in dieser Zeit auch brütet. Im April wurden die Gonadenausbildungen von gefangenen Exemplaren am Cerro de la Neblina als nur mittelmäßig beschrieben.

## Verbreitung und Lebensraum

Verbreitungsgebiet des Rotbrust-Brillantkolibris

Der Rotbrust-Brillantkolibri ist im westlichen und zentralen Amazonien verbreitet. Er bevorzugt das Unterholz von feuchten Wäldern, insbesondere nahe von Bächen und feuchten Plätzen. Nur selten sieht man ihn am Waldrand und nur gelegentlich in den mittleren Baumkronen. Oft ist er an sandigen Gebieten, gelegentlich im Várzea-Wäldern zu sehen. So kommt er in tropischen Tiefebenen bis in Höhenlagen von 500 Metern vor, selten und lokal auch bis 1400 Meter. In Ecuador an der Wildsumaco Lodge kommt er regelmäßig in Höhen um 1500 Meter und in Peru um 1400 Meter vor.

## Migration
Der Rotbrust-Brillantkolibri gilt gemeinhin als Standvogel.

## Etymologie und Forschungsgeschichte
Die Erstbeschreibung des Rotbrust-Brillantkolibris erfolgte 1846 durch John Gould unter dem wissenschaftlichen Namen Trochilus (Lampornis) aurescens. Das Typusexemplar wurde am Rio Negro in Brasilien gesammelt. 1850 führte Gould die Gattung Heliodoxa u. a. für den Violettstirn-Brillantkolibri ein. Dieser Name leitet sich von den griechischen Wörtern ἥλιος hḗlios für „Sonne“ und δόξα, δέχομαι dóxa, déchomai für „Pracht, Herrlichkeit, gutheißen“ ab. Der Artname aurescens leitet sich vom lateinischen aurescentis, aurescere, aurum für „goldgelb, golden werden, Gold“ ab.